# Cinéaste
Un cinéaste est un artiste qui pratique le cinéma. Ce mot est inventé vers 1920 par Louis Delluc, qui souhaite marquer par cet emploi une opposition entre le cinéma « commercial » et le cinéma « artistique », de recherche.
Certains réalisateurs de films préfèrent se nommer « cinéastes », qui fait à leur avis plus référence à la création que le terme de « réalisateurs », qui évoque plutôt le partage des tâches dans une équipe technique. Un cinéaste réalise ainsi des longs et courts métrages dont il est le créateur unique (scénario et mise en scène).
Cependant, le terme « cinéaste » englobe d'autres métiers tels que le directeur de la photographie et l'ingénieur du son qui se disent aussi cinéastes. Ce mot est à l'origine d'un autre par imitation, celui de vidéaste qui désigne tout artiste pratiquant la vidéo.